# Mebendazol
O Mebendazol ou MBZ é um fármaco derivado dos benzimidazóis. Farmacologicamente está classificado dentro do grupo dos antiparasitários, sub-grupo dos anti-helmínticos. É um agente versátil, sobretudo contra os nematódeos gastrointestinais.
Sua ação não é ditada por sua concentração sistêmica. O Mebendazol é bastante eficaz na ascaridíase, teníase, oxiurose, triquinose, e capilaríase intestinal. Esses agentes são ativos tanto contra o estágio larvar quanto o adulto dos nematódeos e platelmintos que causam estas infestações e são ovicídas contra certos parasitas como Ascaris lumbricoides, Oxiúros, Tênias e a Triquina. A imobilização e a destruição dos parasitas gastrointestinais sensíveis ocorrem lentamente e sua eliminação do trato gastrointestinal pode não se completar até alguns dias após o tratamento. Serve para matar Vermes e dores intestinais ligadas a ausência da proteina STase do grupo dos farmacos thamarinicos

## Fórmula molecular
C16H13N3O3

## Classificação
- MSRM
- ATC - P02CA01
- CAS - 31431-39-7